# Vaszilij Vjacseszlavovics Blagov
Vaszilij Vjacseszlavovics Blagov, oroszul: Василий Вячеславович Благов (Moszkva, 1954. október 29. – 2019. május 9.) szovjet-orosz műkorcsolyázó, olimpikon.

## Pályafutása
1972–73-ban Irina Csernyajevával versenyzett. 1972-ben párosban szovjet bajnokok lettek és részt vettek az 1972-es szapporói olimpián, ahol a hatodik helyen végeztek. 1973-ban második lettek a szovjet bajnokságban. Majd ugyan ebben az évben Blagov Natalja Dongauzerrel az oldalán ezüstérmet szerzett a Moszkovszkije Novosztyi-díjon.

## Eredményei
Irina Csernyajevával
| Esemény               | 1972 | 1973 |
| --------------------- | ---- | ---- |
| Téli olimpiai játékok | 6.   |      |
| Világbajnokság        | 6.   | 7.   |
| Európa-bajnokság      | 6.   | 5.   |
| Szovjet bajnokság     | 1.   | 2.   |

Natalja Dongauzerrel
| Event                       | 1973 |
| --------------------------- | ---- |
| Moszkovszkije Novosztyi-díj | 2.   |